# 阎世鹏
阎世鹏（1987年9月8日—），是一名中国足球运动员，现效力中国足球超级联赛球队长春亚泰，司职后卫。

## 俱乐部生涯
2005年，阎世鹏进入中国足球超级联赛球队大连实德的一线队名单，开始职业足球生涯。 但是他在大连实德始终未能得到出场机会，2007年夏季，他和队友王选宏、郭峰一起被租借到公民足球隊参加香港甲组足球联赛。 9月16日，阎世鹏在公民客场4比0击败宝路华流浪的比赛第60分钟替补馬斯奧出场，第一次参加职业联赛。 2008年1月，他被提前召回大连实德备战新赛季的中超联赛，在2007/08赛季，他总共为公民在联赛出场10次，帮助球会获得成立以来的联赛最佳成绩——亚军。
2009年初，阎世鹏被大连实德挂牌出售，排除出球队一线队名单。2009年5月，他试训中甲联赛球队沈阳东进， 虽然表现受到肯定，但最终未能和球队签约。2010年4月，他前往江苏舜天试训， 但未能获得留队。阎世鹏只能代表业余球队大连银行龙卷风参加比赛以保持状态。
2011年，阎世鹏加盟新成立的中乙联赛球队重庆足球俱乐部。他在2011赛季出场20次，射进2球，帮助球队获得联赛亚军，升级到中甲联赛。不过在决赛中，他在点球决胜阶段射失最后一个点球，重庆FC最终5比6不敌哈尔滨毅腾。 2012赛季，他出场21次，帮助球队位列联赛中游，他的精彩表现也让他得到“重庆麦孔”的称号。
2013年2月23日，阎世鹏转会加盟中超球队长春亚泰。 由于球队深陷降级区，他大部分时间都是参加预备队联赛。2013年7月10日，他在2013年中国足协杯第四轮长春亚泰客场0比1不敌贵州人和首发并踢满全场，首次代表球队在正式比赛亮相。